# Jim Guy Tucker
Pour les articles homonymes, voir Tucker.
James Guy Tucker, Jr. dit Jim Guy Tucker, né le 13 juin 1943 à Oklahoma City (Oklahoma) et mort le 13 février 2025 à Little Rock (Arkansas), est un homme politique démocrate américain.
Il exerce diverses fonctions, comme 43e gouverneur de l'Arkansas, 11e lieutenant-gouverneur de l'Arkansas en 1991-1992, procureur général de l'Arkansas et représentant de l'Arkansas à la Chambre des États-Unis.
Il démissionne de son poste de gouverneur le 16 juillet 1996, après sa condamnation pour fraude dans le scandale du Whitewater, bien que la condamnation ne soit pas directement liée à cette enquête au sujet d'investissements immobiliers de Bill et Hillary Clinton et la conduite d'affaires connexes.

## Biographie

### Jeunesse
Jim Guy Tucker est né à Oklahoma City en Oklahoma. Il a suivi ses études secondaires à la « Springdale High School » de Springdale et a goûté pour la première fois à la politique lorsqu'il s'est présenté et a été élu vice-président du « Key Club International », la plus grande et la plus ancienne organisation de service des lycées aux États-Unis. Il a servi dans cette organisation en 1960-1961. Il a reçu son diplôme de licence de lettres à l'université de Harvard en 1963.

### Débuts
Jim Guy Tucker a servi dans le Corps de réserve des U.S. Marines en 1964, mais a été libéré pour des raisons médicales (ulcère gastroduodénal) après avoir terminé au sommet de la première phase de sa classe de formation des aspirants-officiers à l'école élémentaire de Camp Upshur au Corps des Marines de Quantico Base à Quantico en Virginie. Au début de 1965, Tucker a réussi à aller dans le Sud-Est asiatique sur un bateau à vapeur à partir de San Francisco et est entré au Sud-Viêt Nam comme correspondant de guerre en free-lance. Après un bref repos à la maison, il est retourné en zone de guerre jusqu'en 1967, et participa personnellement à un certain nombre d'engagements. Il a publié à la fin de 1967 « Arkansas Men at War » (« Les hommes de l'Arkansas à la guerre »), un recueil d'entretiens avec des troupes de l'État dont il avait suivi le combat. Le livre a reçu des commentaires globalement favorables.
Après un bref passage en tant qu'assistant professeur d'histoire de l'Amérique à l'université américaine de Beyrouth au Liban, Tucker est retourné à la faculté de droit de l'Arkansas en 1968, en tant qu'étudiant de deuxième année, a obtenu son diplôme et a été admis au barreau la même année.

### Carrière juridique
Jim Guy Tucker a débuté comme associé junior dans le cabinet juridique « Rose Law Firm », qu'il quitta en 1970 pour devenir ensuite avocat général la même année. Il a servi comme procureur du sixième district juridique de l'Arkansas de 1971 à 1972. Durant ses fonctions, il a surveillé l'accusation de plus de 1 000 crimes ou d'affaires hérités d'administrations précédentes. Il a obtenu des condamnations dans plusieurs affaires considérées comme « impossibles » par des plaisantins locaux, y compris un enlèvement. Douze juges « invités » ont été réassignés temporairement à d'autres circuits par la cour suprême de l'Arkansas à la demande de Tucker afin d'apurer les soldes. Il a été nommé par le gouverneur en Arkansas à la commission de révision et y a servi de 1973 à 1975, période pendant laquelle on lui a attribué le mérite d'avoir dirigé le groupe de travail qui a abouti à une importante révision des droits pénaux de l'État.
Une enquête sur une affaire de corruption dans la police a commencé mais a été suspendue par le jury d'accusation d'un comté nommé par un juge qui était un allié politique du chef de la police. Cependant, l'année suivante, un jury d'accusation fédéral, basé sur le travail de Tucker, a publié un rapport caustique qui a mené au bouleversement du département de la police de Little Rock et à la démission de son chef ainsi que des détectives seniors et des fonctionnaires complices de la ville.

### Mariage
Jim Guy Tucker est marié avec Betty Allen depuis 1975.

### Carrière politique
Jim Guy Tucker a été élu procureur général de l'Arkansas en novembre 1972. Il a facilement battu le candidat républicain Edwin Bethune, ensuite Searcy dans le White County et le successeur ultérieur de Tucker comme représentant à la Chambre des représentants de peu à Little Rock dans le 2e district du congrès de l'Arkansas. Il a effectué deux mandats de deux ans comme procureur général, de 1973 à 1977. Il fut délégué à la convention nationale démocrate de 1972. En quittant son poste de procureur général, il a été élu comme représentant démocrate au 95e Congrès pour un mandat, du 3 janvier 1977 au 3 janvier 1979. Il a abandonné son siège pour faire campagne aux élections sénatoriales de 1978 mais il a échoué, battu par le gouverneur en poste, David Pryor. Dans la même élection, Bill Clinton, qui avait remplacé Tucker en 1977 comme procureur général, a été élu gouverneur, éclipsant ainsi Tucker en tant que « garçon politique de l'État aux cheveux blonds »[pas clair].

Jim Guy Tucker (à gauche) et le président Bill Clinton à la Maison-Blanche en 1993.

Jim Guy Tucker reprit sa carrière d'avocat. Rival conséquent de Clinton au sein du parti, il fut battu par le même Clinton quand tous deux cherchèrent à obtenir la nomination à la candidature démocrate pour le poste de gouverneur en 1982 après la précédente défaite de Clinton par le républicain Frank D. White en 1980. Huit ans plus tard, Tucker annonça son intention de poser sa candidature aux fonctions de gouverneur toujours contre Clinton, qui briguait un cinquième mandat. Cependant, il s'est retiré de la primaire et a obtenu le poste de lieutenant-gouverneur. Il avait deviné que Clinton visait la présidence et ne pourrait pas occuper à plein temps sa fonction. Il accéda à la fonction de gouverneur lors de la démission de Clinton, le 12 décembre 1992.

### Condamnation
Jim Guy Tucker gagna l'élection de 1994 contre le républicain Sheffield Nelson. Toutefois, il fut reconnu coupable en 1996 d'un compte de conspiration et un compte de fraude de courrier dans l'enquête du Whitewater menée par le procureur indépendant Kenneth Starr. Il avait comme co-accusés James B. Mac Dougal et sa femme Susan Mac Dougal, l'accusation étant conduite principalement par le procureur Ray Jahn du bureau des procureurs indépendants. Tucker n'a pas voulu porter témoignage pour sa propre défense sur les conseils de son avocat.

### Démission
La loi de l'Arkansas interdit aux citoyens reconnus coupables de crimes de servir comme gouverneur, aussi Tucker a annoncé sa démission en suspens. Comme le lieutenant-gouverneur Mike Huckabee, un républicain, était prêt à être assermenté, Tucker annula sa démission pour plusieurs raisons : tout d'abord, il fit appel parce qu'une jurée à son procès était mariée à un homme qui avait eu une condamnation pour possession de cocaïne, il refusa par deux fois de commuter celle-ci. De plus, cette jurée était la nièce d'un activiste local, Robert « Say » Mac Intosh, qui avait manifesté contre Tucker durant le procès. Il a aussi fait appel, appel jugé recevable par la cour d'appel, pour le fait qu'une des lois qu'il aurait violées n'était plus en vigueur dans l'Arkansas. Après les discussions sur le fait que sa condamnation avait été bâclée, que la constitution de l'Arkansas était vague sur son statut de criminel reconnu coupable et que ses différents appels avaient été épuisés, Tucker est finalement revenu sur sa décision initiale de ne pas démissionner, mais à la toute dernière minute et sous la menace d'une procédure d'impeachment par la législature qui avait été assemblée à la demande de Mike Huckabee, lequel avait déjà prêté serment.

### Problèmes de santé
Jim Guy Tucker, dont le foie était sérieusement défaillant allant jusqu'à menacer sa vie (il a été proche de la mort à la suite d'une hémorragie gastro-intestinale en 1984 et son état avait fortement empiré depuis), reçut une sentence clémente de quatre années de probation et de détention à son domicile en raison de son état de santé. En 1997, Jim Guy Tucker a subi une transplantation hépatique à la Mayo Clinic de Rochester dans le Minnesota.
Il entre en soins paliatifs en janvier 2025 et décède le 13 février à Little Rock (Arkansas).